# Cleidogona camazotz
Cleidogona camazotz är en mångfotingart som beskrevs av Shear 1972. Cleidogona camazotz ingår i släktet Cleidogona och familjen Cleidogonidae. Inga underarter finns listade i Catalogue of Life.